# 柳津町 (岐阜県)
柳津町（やないづちょう）は、かつて岐阜県羽島郡にあった町である。2005年（平成17年）国勢調査における岐阜市への通勤率は24.0%だった。2006年（平成18年）1月1日、隣接する岐阜市に編入合併された。合併後は岐阜市の地域自治区として柳津町が設置された。

## 地理
岐阜県南部にあり、濃尾平野に位置していた。木曽川の西側、長良川の東側に位置し、町の中央部を境川が流れていた。古くは水害に悩まされ、松枝輪中という輪中に属していた。

### 河川
- 境川
- 大江川

## 歴史
戦国時代末期まで現在の境川が木曽川であり、当時の木曽川より南側は尾張国葉栗郡であった。しかし1586年（天正14年）に木曽川が大洪水を起こして流れが変わり、南方へ移動した。豊臣秀吉は新たな流れを美濃尾張の境とし、尾張国の葉栗郡と中島郡の一部を美濃国に編入した。羽島郡は尾張の葉栗郡と中島郡の一部が美濃国へ移った地域である。

### 年表
- 1889年（明治22年）7月1日 - 町村制施行により羽栗郡柳津村が成立する。
- 1897年（明治30年）4月1日 - 羽栗郡から羽島郡に移る[1]。
- 1956年（昭和31年）9月26日 - 稲葉郡佐波村を編入。町制を施行して柳津町となる[2]。
- 1973年（昭和48年）4月1日 - 羽島郡笠松町と境界変更。笠松町の一部を編入[2]。
- 1992年（平成4年）11月1日 - 羽島市と境界変更。
- 2006年（平成18年）1月1日 - 岐阜市に編入される[2]。

## 人口
- 1980（昭和55）年 - 9,874人（15歳未満23.8%・15〜64歳68.1%・65歳以上8.1%）
- 1985（昭和60）年 - 10,431人（15歳未満20.9%・15〜64歳70.7%・65歳以上8.5%）
- 1990（平成2）年 - 10,825人（15歳未満17.1%・15〜64歳73.6%・65歳以上9.3%）
- 1995（平成7）年 - 11,440人（15歳未満15.7%・15〜64歳73.1%・65歳以上11.2%）
- 2000（平成12）年 - 12,334人（15歳未満16.0%・15〜64歳70.3%・65歳以上13.7%）
- 2005（平成17）年 - 13,436人（15歳未満16.3%・15〜64歳68.0%・65歳以上15.7%）

※人口は各年の10月1日現在（国勢調査による）

## 行政

### 町長
- 初代：伊藤千代太郎
- 2代目：水野周一
- 3代目：伊藤千代太郎
- 4代目：竹市鼎
- 5代目：速水仙一
- 6代目：伊藤利昭
- 7代目：伊藤郁雄
- 8代目：広瀬昇

## 経済
- カラフルタウン岐阜
  - TOHOシネマズ岐阜 - 映画館（シネコン）

## 教育

### 高等学校
- 岐阜県立羽島北高校
- 岐阜聖徳学園大学附属高等学校[3]

### 中学校
公立
- 岐阜市立境川中学校

私立
- 岐阜聖徳学園大学附属中学校
- 岐阜朝鮮初中級学校

### 小学校
公立
- 柳津町立柳津小学校

私立
- 岐阜聖徳学園大学附属小学校
- 岐阜朝鮮初中級学校

### 2006年以前に廃校となった学校
- 岐阜県立羽島高等学校柳津分校（1981年廃校）
- 柳津町立蘇西中学校（1963年廃校）
- 柳津町立佐波小学校（1960年廃校）

## 交通

### 鉄道
- 名古屋鉄道
  - 名鉄竹鼻線：柳津駅

### 路線バス
- 岐阜バス

### 道路
- 岐阜県道1号岐阜南濃線
- 岐阜県道・愛知県道14号岐阜稲沢線
- 岐阜県道31号岐阜垂井線
- 岐阜県道151号岐阜羽島線
- 岐阜県道154号笠松墨俣線
- 岐阜県道157号鶉羽島線
- 岐阜県道183号正木岐阜線

## 名所・旧跡・観光スポット
- 柳津城
- 高桑城
- 境川緑道公園
- 道の駅柳津
- 高桑星桜

## 出身有名人
- 桑原麻美 - アナウンサー